# Diego González Ragel
Diego González Ragel, más conocido como Ragel (Jerez de la Frontera, 31 de marzo de 1893 - Madrid, 16 de noviembre de 1951) fue un fotógrafo español.

## Biografía

### Juventud e inicio de su carrera
Diego González Ragel nace en 1893 en Jerez de la Frontera, en una familia de clase media acomodada. Su madre tiene una gran sensibilidad artística que transmite a sus hijos Diego y Carlos; y su padre, Diego González Lozano, es un fotógrafo local reconocido que le enseñará lo que se convertirá en su profesión. Su madre muere cuando Diego sólo tiene 15 años; como consecuencia, su padre sólo se dedica a su profesión y ya no les presta atención a sus hijos.·
A los 18, Ragel se muda a Madrid para trabajar como retocador. No durará porque se marcha en 1913 a Buenos Aires. Allí trabaja como colaborador y reportero en varias revistas, como Caras y Caretas.
Vuelve a España en 1915 y crea su propio estudio fotográfico en la calle Torrijos de Madrid (ahora Conde de Peñalver), en donde vive con su hermano y pintor Carlos González Ragel. Gracias a su sociabilidad y su interés por el arte, el turf, la caza y el automóvil, desarrolla una extensa red social entre los artistas, intelectuales, deportistas y aristócratas de su época. Se hace muy amigo de Joaquín Sorolla García —hijo del pintor Joaquín Sorolla—, del pintor Mariano Benlliure y de Óscar Leblanc, así como de otras personas del entorno de Alfonso XIII, con los que caza regularmente.

### Carrera de fotógrafo
Ragel abandona el trabajo en el estudio para dedicarse a la colaboración con revistas de prestigio, como Mundo Gráfico, Heraldo Deportivo, La Esfera, Blanco y Negro, Revista Cinegética Ilustrada, Stadium, así como algunas extranjeras: Sport im Bild, Le Sport Universel y Illustrated London News.
Cubre en exclusividad las ediciones V y VI del Concurso de Ganaderos del Reino (Madrid, en 1926 y 1930 respectivamente), por las cuales recibe un premio en ambas ocasiones, así como los Descensos de Jinetes de la Escuela de Equitación, organizados en 1927 por el marqués de Trujillos. Las 16 fotos de este reportaje fotográfico le dan cierta fama por su dificultad técnica, la modernidad de sus composiciones y el interés por las proezas realizadas. La revista Blanco y Negro publicó el reportaje completo que sería luego adquirido por algunas revistas extranjeras.
Recibe varios encargos por parte de los arquitectos Emilio Paramés y J. Rodríguez Cano: un montaje que utilizan para presentar su proyecto de construcción del Edificio Carrión, finalmente no aprobado.
Ragel realiza también varios retratos, en particular de la familia Sorolla, del guitarrista Andrés Segovia, del escritor y director de la Biblioteca Nacional de España Francisco Rodríguez Marín, así como de su propia familia y varios autorretratos.

### Fotógrafo de guerra
Cuando estalla la Guerra Civil Española, funda junto a otros fotógrafos la Unión de Reporteros Gráficos de Guerra. Trabaja también como editor gráfico para la revista antifascista Ferrobellum: Órgano de la Central Metalúrgica, dedicada a la industria militar.
El Ministerio de la Guerra le nombra fotógrafo personal de José Riquelme y López-Bago, general republicano en Madrid, al lado de quien permanecerá a lo largo de todo el conflicto.
En 1936, recibe un encargo clandestino que consiste en fotografiar, en el contexto del Oro de Moscú, los informes de las operaciones realizadas (incluyendo los gastos, los contactos en el extranjero o las firmas de los mandatarios). A pesar de varios registros en su domicilio, en donde esconde las fotografías, éstas son salvadas y consigue enviar una copia a la embajada argentina en 1937. La victoria de franquista en 1939, llevó a Ragel a deshacerse de la documentación y de los fondos fotográficos que lo relacionaban con el bando republicano. Asimismo, entrega al nuevo Ministerio de Hacienda los negativos del envío del oro al extranjero, lo que contribuiría a la recuperación de una parte del dinero.
Tras un largo proceso destinado a intentar esclarecer estos hechos, Ragel fue nombrado fotógrafo oficial del Banco de España en 1941; puesto que consigue en parte gracias al apoyo de aquellos que le habían pedido las reproducciones secretas en 1936, como Manuel Arburúa de la Miyar, entonces director del Centro Oficial de Contratación de Moneda, o el abogado de Estado José Luís Díaz Innerarity. Ragel ya había trabajado en varias ocasiones para el Banco de España y expresado la voluntad de conseguir un puesto fijo allí.·

### Último periodo de su vida
Después de la guerra, pasó por algunas dificultades económicas, que progresivamente fue superando con trabajos para el periódico ABC y revistas de su grupo editorial como Gran Mundo y Arte y Hogar. Quizá su trabajo más artístico y personal fueron algunos retratos de familiares y varias vistas de Madrid y sus alrededores. También resultan interesantes sus reportajes de caza y de carreras automovilísticas.
La muerte de su hija menor, Margarita, en 1945, con apenas seis años, sería un duro golpe para Ragel. Tras una larga enfermedad falleció a los 58 años de edad, el 16 de noviembre de 1951.

## Obra
La obra de Ragel está compuesta de más de un millar de fotografías (cliché verres, acetato y negativos) y está conservado y catalogado por Carlos González Ximénez, nieto del fotógrafo. Sin embargo, gran parte de su trabajo desapareció o fue destruido durante la guerra y posguerra.

## Exposiciones
Diego González Ragel nunca expuso mientras vivía. Las exposiciones que tuvieron lugar son frutos del trabajo de recuperación del material dejado por Ragel a su descendencia, realizado por Carlos  González Ximénez (nieto) y María Santoyo (bisnieta).
- Sorolla y la mirada del objetivo:[7] Museo Sorolla, Madrid (2007)
- Madrileños. Un álbum colectivo[8]·:[9] Sala Canal de Isabel II, Madrid (26 de noviembre de 2009 - 31 de enero de 2010)
- Ragel, reporter fotógrafo[10]·:[11] Museo de Historia de Madrid, Madrid (17 de marzo de 2010 - 30 de mayo de 2010)
- España contemporánea. Fotografía, pintura y moda[12]·:[13] Fundación Mapfre, Madrid (3 de octubre de 2013 - 5 de enero de 2014)